# 에샤 데올
에샤 데올(힌디어: ईशा देओल, 영어: Esha Deol, 1981년 11월 2일 ~ )은 인도의 배우이다.

## 출연 작품
- 라즈 3: 서드 디멘션 (2012)
- 달링 (2007)
- 매리지 넘버 원 (2005)
- 더스 (2005)
- 캡쳐드 바이 유 (2003)

## 같이 보기
- 인도 영화 배우 목록